# Alexandre Tartero
Alexandre Tartero est un joueur français de volley-ball né le 23 janvier 1988. Il mesure 1,98 m et joue central. 

## Clubs
| Club              | Pays   | De        | À         |
| ----------------- | ------ | --------- | --------- |
| Narbonne Volley   | France | 2008-2009 | 2009-2010 |
| Saint-Brieuc CAVB | France | 2010-2011 | 2010-2011 |
| Martigues VB      | France | 2013-2014 | 2014-2015 |